# 轉彎之後
《轉彎之後》（英語：New Turn）是一部於2021年上映的臺灣電影，由張庭瑚、顏卓靈、柏智杰、黃堯領銜主演，2021年5月14日於臺灣上映。

## 演員列表

### 主要演員
| 演員姓名 | 角色名稱   | 介紹 |
| 張庭瑚   | 王振廷     | 熱愛衝浪的男子，在衝浪用品店工作。因為與拉客的同行發生打架衝突而鬧進了警局，哥哥在前往探視他的途中車禍身亡。帶著贖罪的心情，王振廷騎上了哥哥的單車，踏上了環島的旅途，想知道哥哥說過「從起點回到原點，台灣繞一圈你會不一樣」的意思終究為何。 |
| 顏卓靈   | 卓嵐王乙芳 | 一對在台灣出生的雙胞胎姊妹，後被不同的家庭領養，阿嵐去了香港，乙芳則留在台灣。因為一次風災報導，阿嵐意外發現了做為賑災志工上電視的乙芳。因為始終聯絡不上乙芳，阿嵐決定來台灣照著乙芳的路線環島，想看看對方見過的風景。                       |
| 柏智杰   | 徐光       | 河南人，因為表白被拒，打算出門看看世界。因為擔心語言不通，首站選擇了來台灣環島。 |
| 黃堯     | 沈晴天     | 香港人，原本預定與未婚夫來台拍攝婚紗，但是兩人在籌備婚禮時因故分手。為了跟前未婚夫賭氣，即使婚禮取消，晴天仍獨自來台。 |

### 其他演員
| 演員姓名        | 角色名稱       | 介紹                                                                                       |
| 楊一展          | 王振良         | 王振廷的哥哥，醫生，喜歡騎腳踏車環島。王振廷打架鬧事後，在趕往警局探視他的過程中車禍喪生。 |
| 陳淑芳          | 農村阿婆       |                                                                                            |
| 應蔚民          | 腳踏車店老闆   |                                                                                            |
| 黃嘉千          | 租車店老闆娘   |                                                                                            |
| 金士傑          | 環島爸爸       | 由於年輕時忙於工作，老來得女後決定帶著寶貝女兒一起環島。                                   |
| 許萱樂          |                | 和爸爸一起環島、種稻米的小女孩。                                                           |
| 查馬克·法拉屋樂 | 部落雜貨店老闆 |                                                                                            |
| 樂可艾·法拉屋樂 | 黃維凱         | 引領主角眾人在部落相遇進而解開心結的小男孩，養了一隻母狗“小麗”。                           |
| 洪武軍          | 振廷阿公       | 振廷的阿公，開船載著主角們回家                                                             |

## 外部連結
- 星泰娛樂的Facebook專頁
- 台灣電影網上《轉彎之後》的資料（繁體中文）
- 開眼電影網上《轉彎之後》的資料（繁體中文）